# Stall

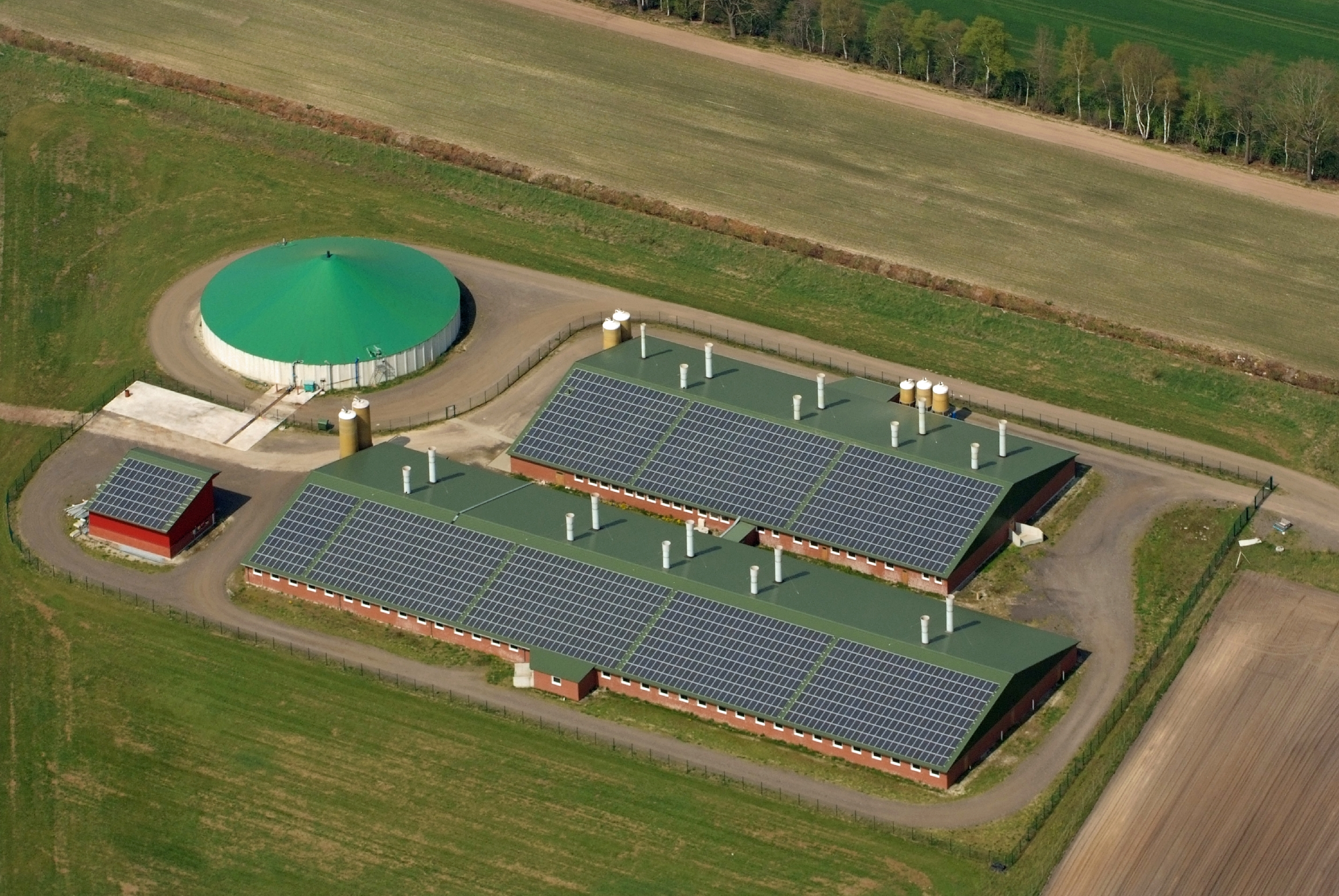
Schweineställe im Landkreis Cloppenburg mit Photovoltaikanlage

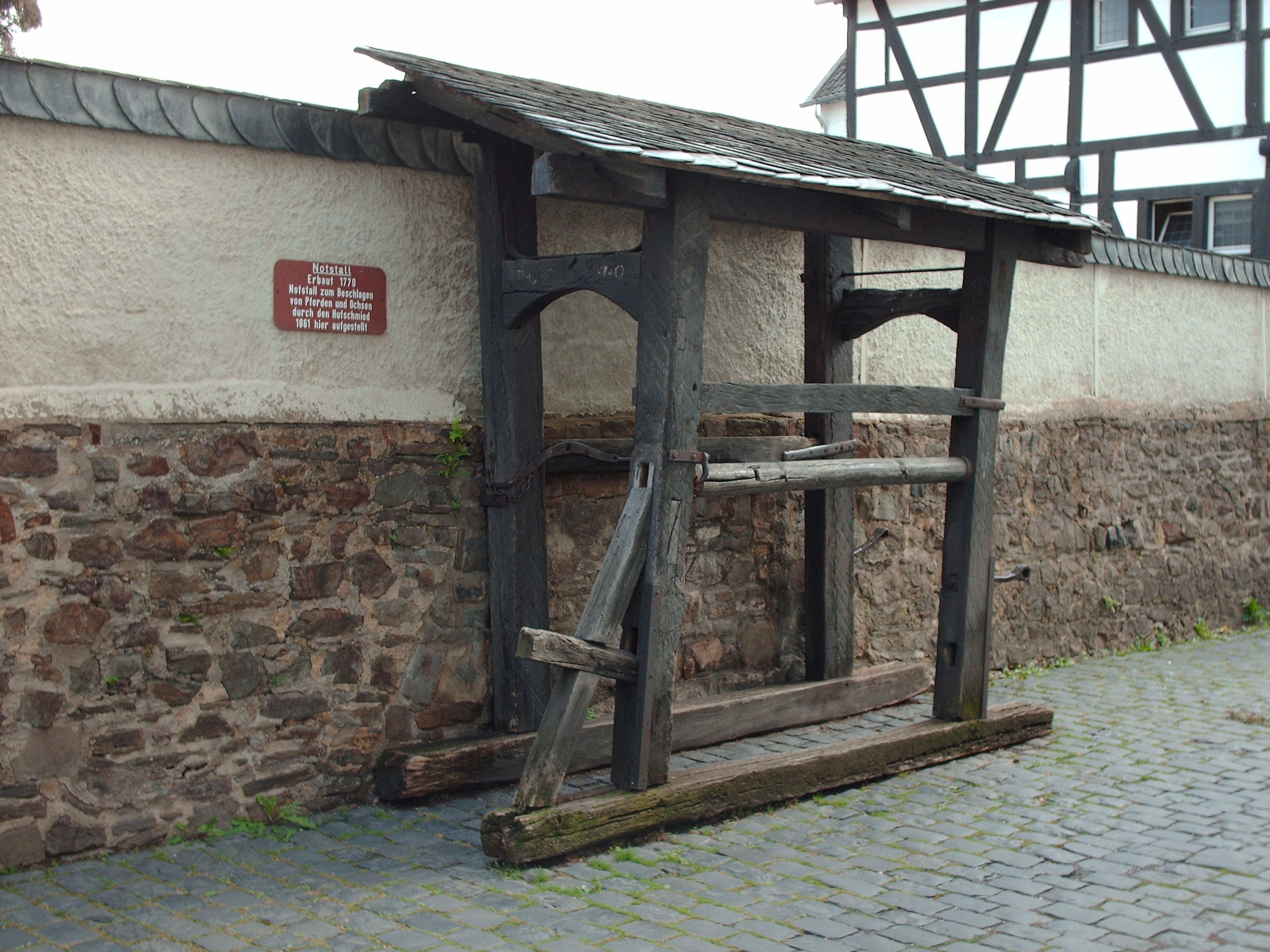
Notstall zum Fixieren von Pferden während des Hufbeschlags

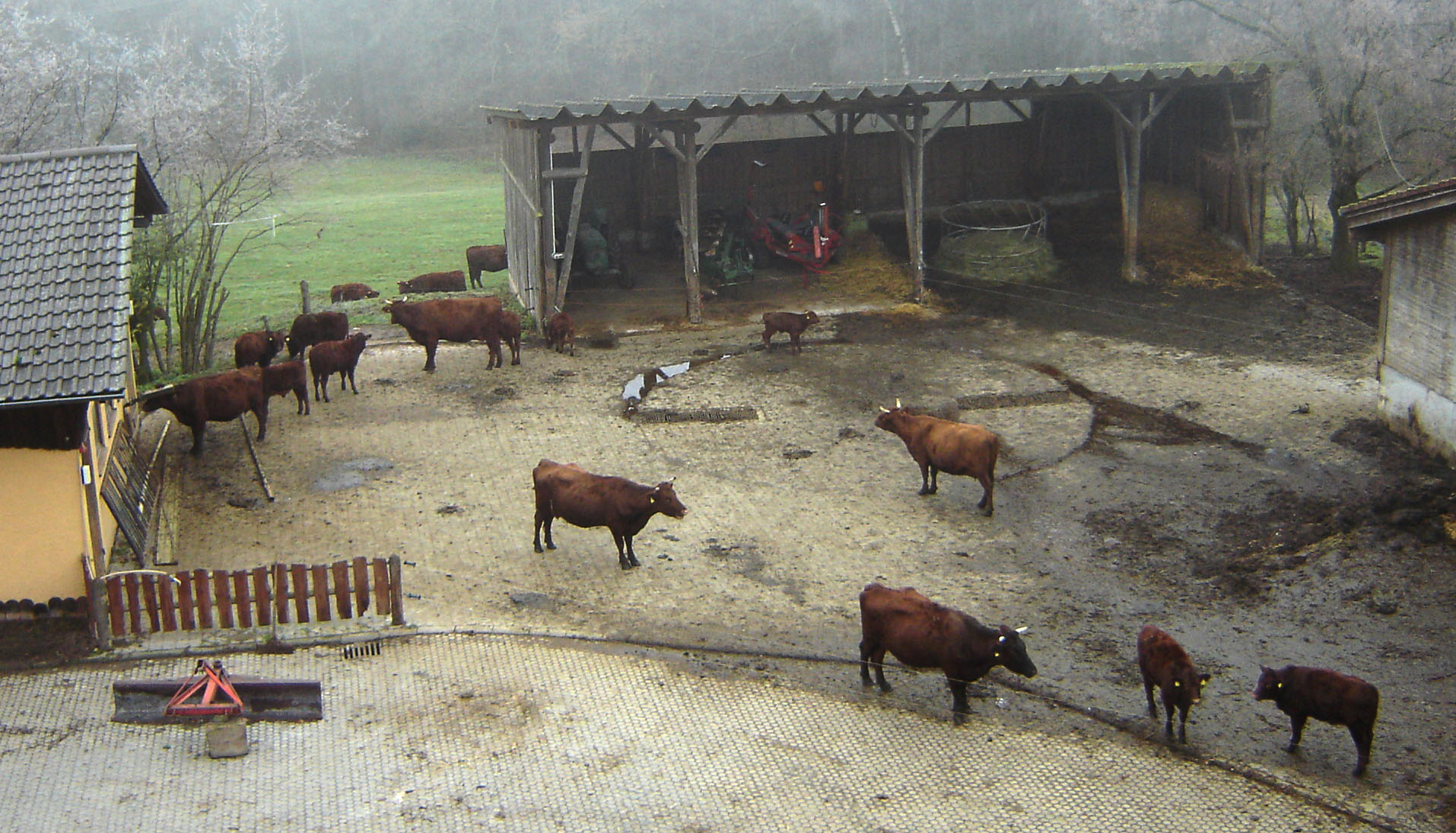
Ställe am Bauernhof (Hofställe)

Mit Stall (auch Stallung und Viehstall; eigentl. Standort, Stelle) bezeichnet man ein zur Unterbringung von hauptsächlich Nutztieren dienendes Gebäude.
In der Schweiz bezeichnet der Stall auch Wirtschaftsgebäude, welche zur kombinierten Unterbringung von Tieren und z. B. Heu gebaut wurden, respektive gar einzig der Aufbewahrung des Letzteren dienen („Heustall“). Für die Innenhaltung von Tieren müssen Ställe hinsichtlich Lufttemperatur, relativer
Luftfeuchtigkeit, Luftgeschwindigkeit und Schadgaskonzentrationen bestimmte Mindestnormen erfüllen. Diese als Stallklima bezeichneten Umgebungsbedingungen unterscheiden sich nach Tierart und Nutzungsrichtung.

## Typen von Ställen

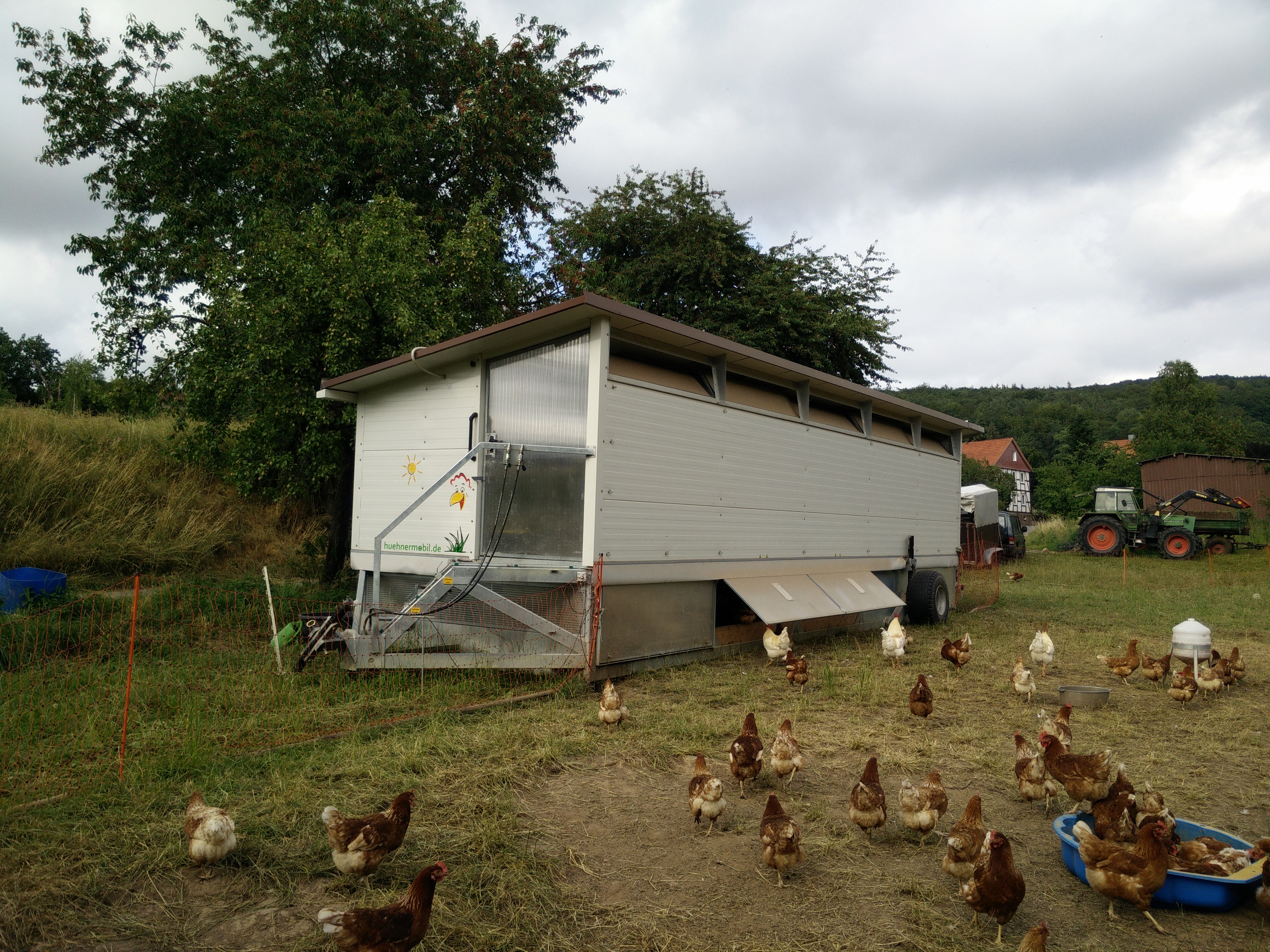
Hühnerwagen

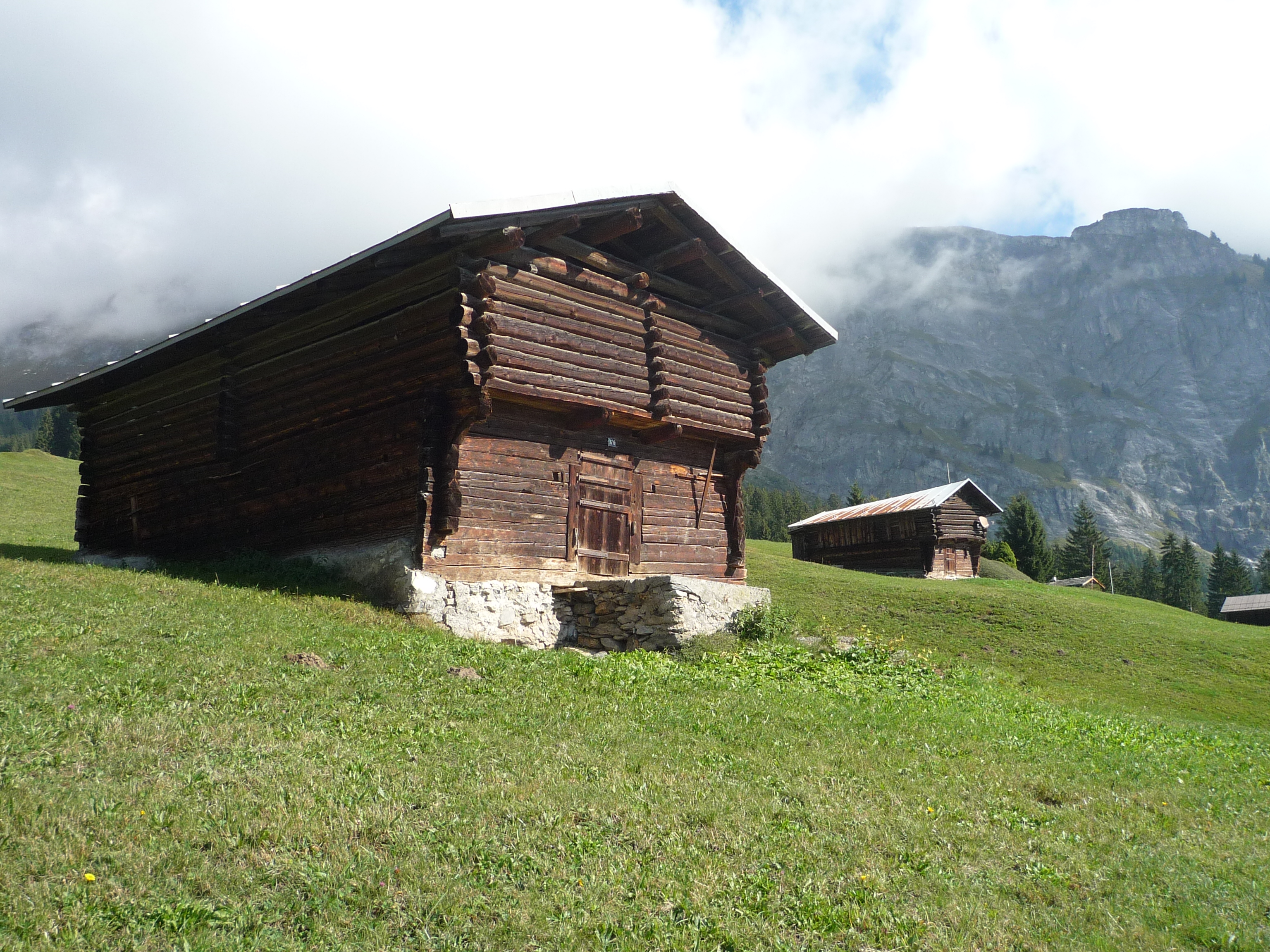
Aussenstall auf einem Maiensäss (Spalegna bei Flims); kombinierter Viehstall (unten) und Heustall (oben) in Rundholzbauweise.

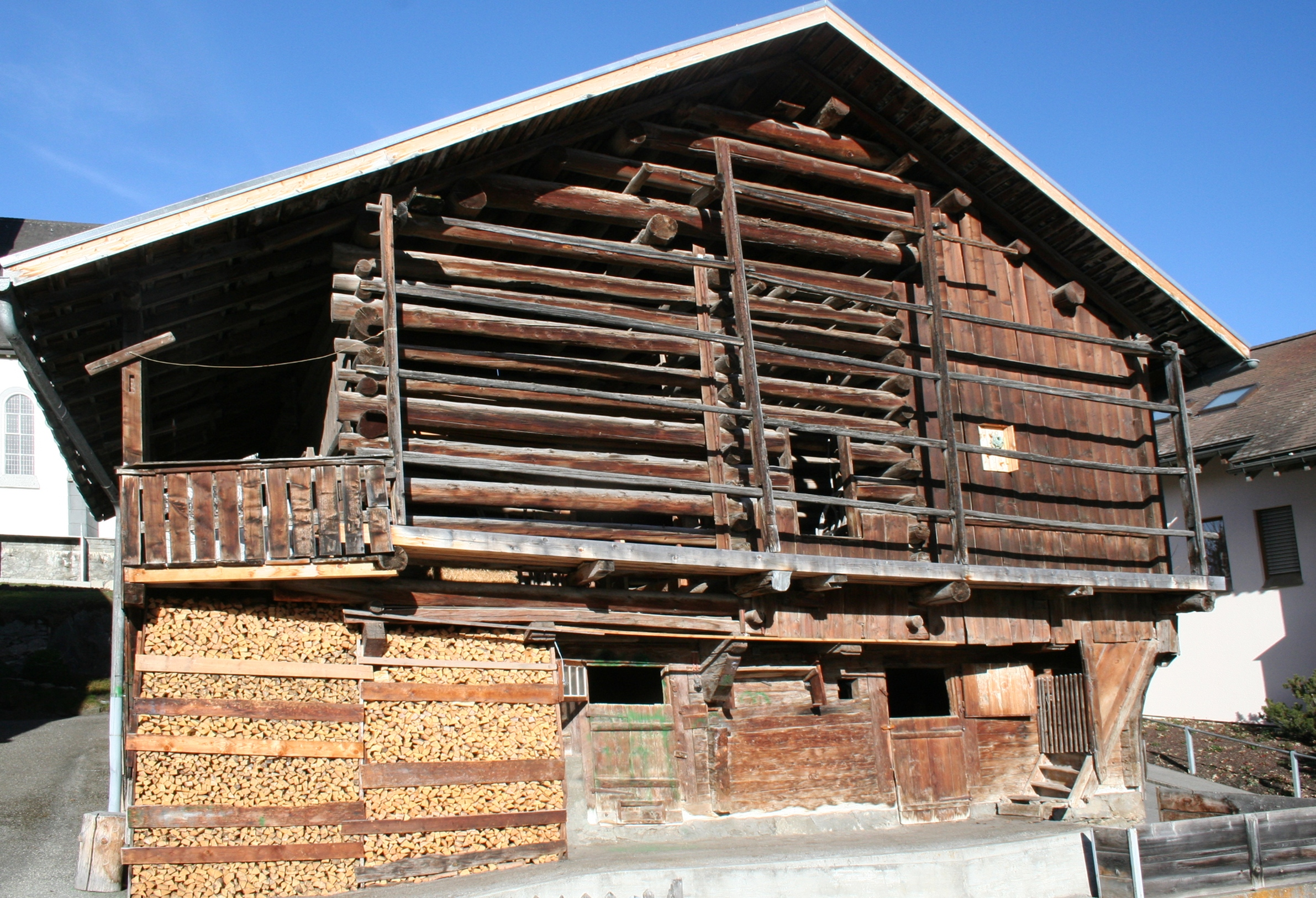
Dorfstall in Falera, unten Viehstall, oben links Heustall, oben rechts Scheune, vor der Fassade die Kornhiste (Harpfe). Die Galerie unter dem Dach dient dem Trocknen.

Ställe bilden oft Gebäude auf einer Hofstelle oder befinden sich in deren Nähe. Solche Ställe werden Hofstall genannt, und zwar auch dann, wenn sie relativ groß sind. Das entscheidende Merkmal eines Hofstalls besteht darin, dass der Landwirt seine Tiere relativ schnell von seiner Wohnung aus erreichen kann. Bei Wohnstallhäusern, die vor der Industriellen Revolution vorherrschend waren, wird die Stallfunktion von einem in das Wohnhaus integrierten Gebäudeteil wahrgenommen.
In der Nähe größerer Weideflächen (oft weit abseits einer Hofstelle) liegende Ställe für Tiere in Freilandhaltung werden als Außenstall bezeichnet. Die halbnomadischen Maiensässe der Dreistufenwirtschaft verfügen im Alpenraum über kombinierte Außenställe für die Winterfütterung; häufig wurden vor allem früher während des Winters die Tiere von Stall zu Stall getrieben, anstatt wie heute das Heu überwiegend ins Tal zu transportieren.
In der industrialisierten Landwirtschaft des 21. Jahrhunderts tritt zu den genannten Stalltypen der Großstall ohne Gebäude mit Wohnfunktion in unmittelbarer Nähe im Außenbereich von Gemeinden als dritter Stalltyp hinzu. In solchen Ställen gehaltenen Tieren wird meistens nicht die Gelegenheit gegeben, auch im Freien Nahrung zu sich zu nehmen.

## Ställe im 21. Jahrhundert
Auch heute noch gibt es bei Nutztieren sowohl eine Weidehaltung als auch eine Stallhaltung. Bei den meisten Tierarten überwiegt in Deutschland und in anderen Industriestaaten die Stallhaltung: Von 12,5 Millionen Rindern in Deutschland erhalten 4,8 Millionen zumindest zeitweise die Gelegenheit zu einem Weidegang. Von den Schweinen in Deutschland werden weniger als ein Prozent im Freiland gehalten. Hingegen lassen 93 Prozent der 22.800 Schafhalter in Deutschland ihre Tiere weiden; das entspricht 84 Prozent aller Schafe. Auch für Tiere, die (überwiegend bzw. saisonal) im Freien gehalten werden, gibt es Ställe, zumeist in der Form von Außenställen. Ein Grund für die Stallhaltung von Tieren, die sich theoretisch das ganze Jahr über im Freien aufhalten könnten, ist deren Sicherheit. Im Winter sind die Wasserstellen oft vereist, dort besteht Rutsch- und Verletzungsgefahr. Die Stallhaltung bietet Sicherheit, Kontrolle und Versorgung. Außerdem wird die Einsammlung von Tiermist durch Konzentration der Tiere erleichtert.
Für jede Tierart und Nutzungsrichtung gibt es heute bestimmte Bauformen, die sich an den nach der jeweils gehaltenen Tierart unterschiedlichen Erfordernissen hinsichtlich Fütterung, Bewirtschaftung, Wärmeregulierung und Atemluftzufuhr ausrichten. Insbesondere die Konstruktion großer Ställe muss an zahlreiche Vorgaben angepasst werden.
Eine besondere Art der Stallung hat sich mit mobilen Haltungssystemen entwickelt. Bei den Anlagen handelt es sich um versetzbare komplexe Systeme. Mobile Stallsysteme werden überwiegend in der Hühnerhaltung verwendet.

### Allgemeiner Aufbau
Stallgebäude sind heute meist Hallen mit einer Stallgasse und einem oder mehreren Ständen oder Boxen (Koben) für je ein oder mehrere Tiere mit angemessener Fressplatzbreite. Die Nahrungsaufnahme der Tiere erfolgt heute entweder ganzjährig oder zumindest in der kalten Jahreszeit im Stall.
Nur bei älteren Hofställen befindet sich über dem Stall oftmals ein Heu- oder Strohlager; bei neueren Stallanlagen wird in der Regel das Futter in eigenen Räumen bzw. Behältern aufbewahrt.

### Rinder

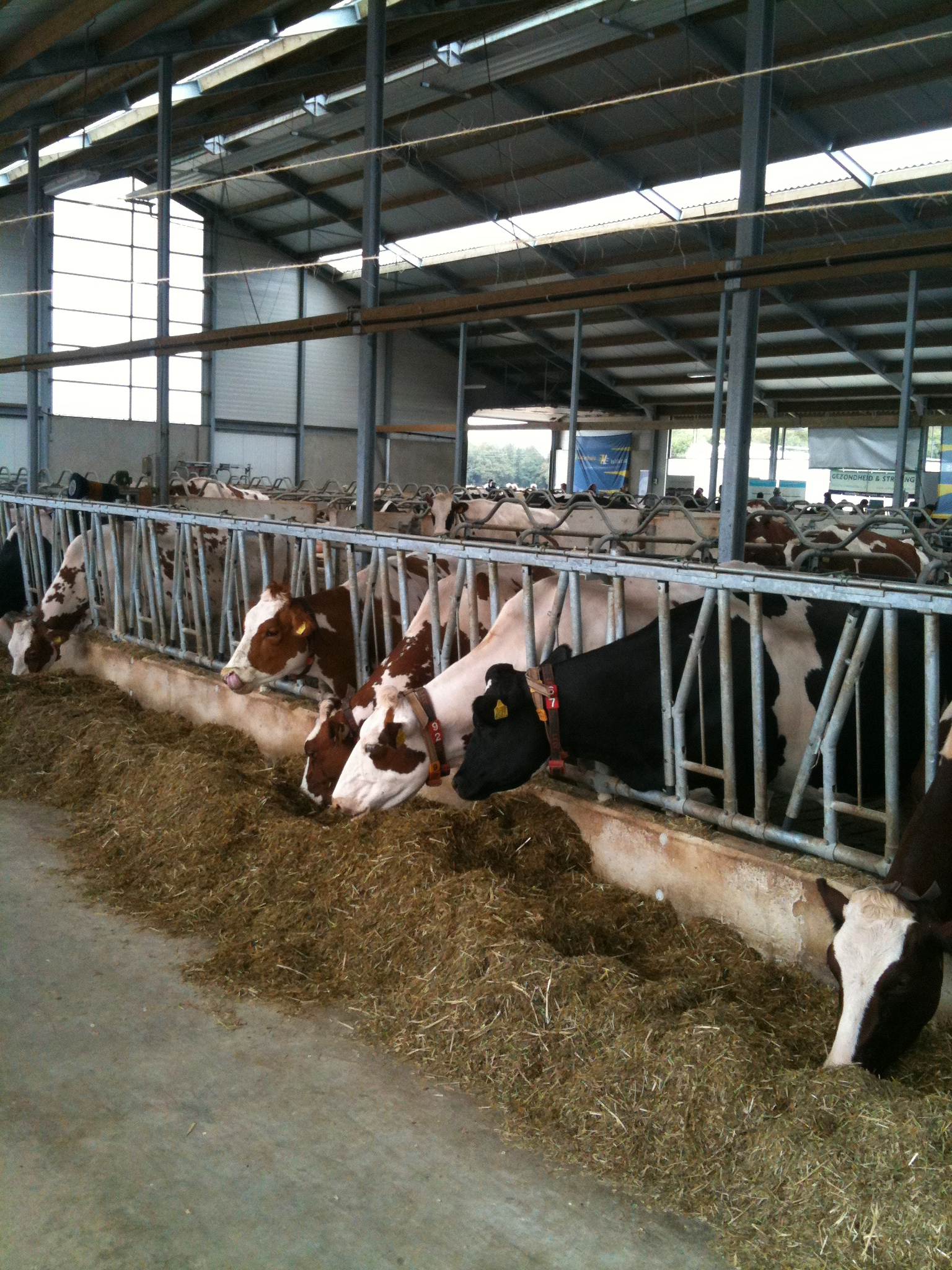
Moderner Kuhstall

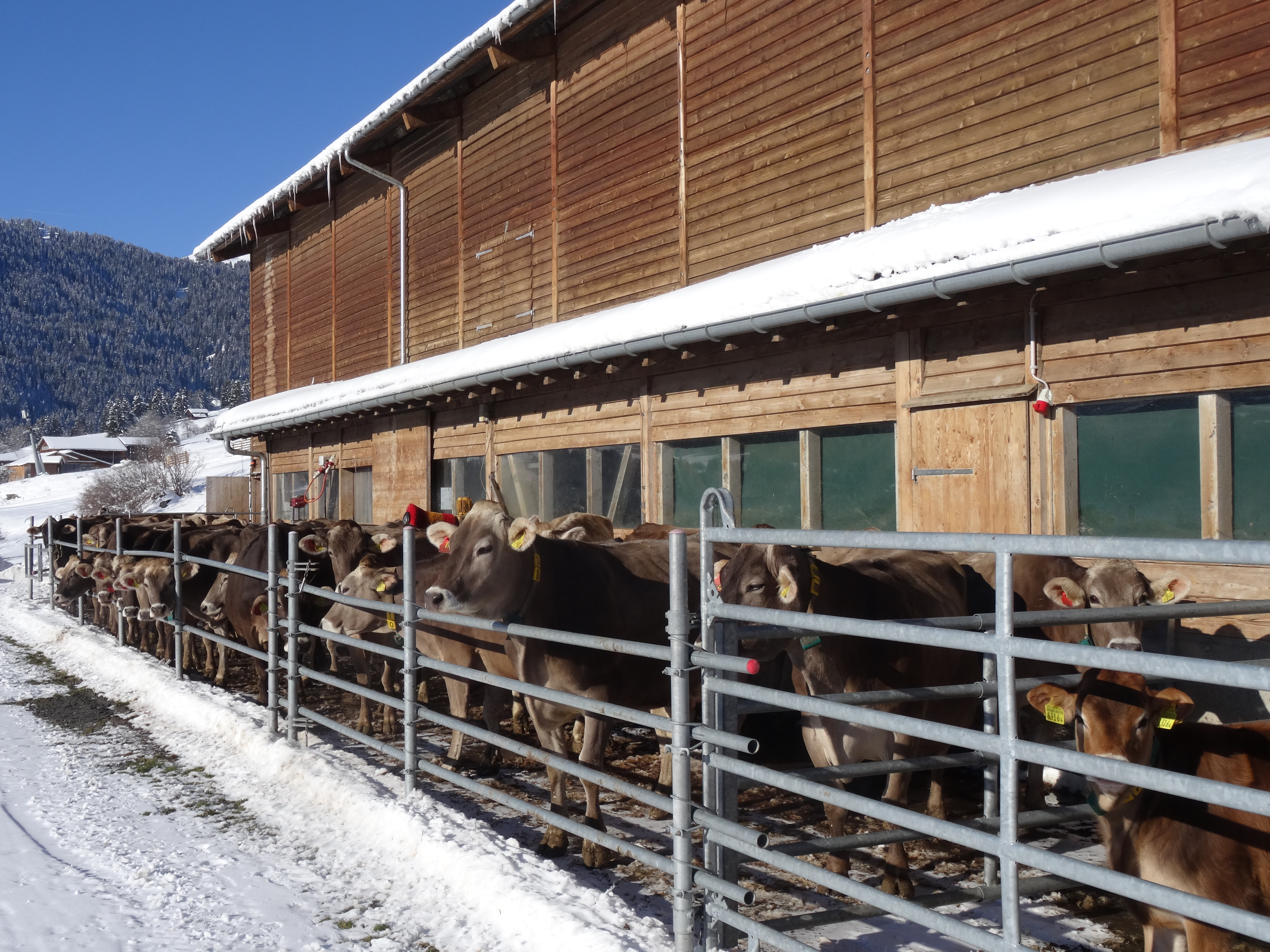
Rinder in ihrem Auslaufgehege vor dem Laufstall

Bei der Stallhaltung von Rindern wird grundsätzlich zwischen der Einzelhaltung und der Gruppenhaltung unterschieden. Bei der Einzelhaltung werden die Rinder fixiert. Dies kann mittels Anbindung auf einem Langstand, Mittellangstand oder Kurzstand erfolgen, wobei der Kurzstand zunehmend bevorzugt wird, weil dort die Ausscheidungen hinter die Liegefläche fallen und so leichter entsorgt werden können. Alternativ existiert die sehr seltene Sperrfixierung, die es im Sperrboxenstand, Schwenkstand („System Ryholm“) und Mobilboxenstand („Unicar-System“) gibt.
Jungtiere (Kälber) werden meist die ersten zwei Lebenswochen in Kälberhütten (auch Iglu, Außenhütte) gehalten. Ab der 8. Woche besteht Gruppenhaltungspflicht, vorzugsweise in Kälberställen.
Bei der Gruppen- oder auch Herdenhaltung im Laufstall gibt es verschiedene Modelle, die sich hinsichtlich Raumaufteilung und Einstreu unterscheiden. Häufigste Variante in der Milchviehhaltung ist der Liegeboxenlaufstall oder auch Fressliegeboxenlaufstall, bei dem die hochleistenden Kühe auf durch Bügel getrennten Unterabschnitten von Liegeflächen ungestört ihr Futter wiederkäuen können, ohne sich beim Aufstehen oder Hinlegen auf die übergroßen Euter zu treten. In der Jungtieraufzucht oder auch der extensiven Mutterkuhhaltung findet sich häufig ein Tretmiststall. Bei diesem ist der Boden mit einer Neigung angelegt, an deren oberem Ende regelmäßig frische Einstreu zugegeben wird, während die Tiere beim Laufen den Mist kontinuierlich zum unteren Ende treten, wo er abgeräumt wird. Auch bei Tieflaufställen wird Einstreu verwendet; hier wird auf den zusammengetretenen Mist frische Einstreu aufgebracht, die anschließend wiederum zusammengetreten wird. Wenn die Zugaben der Einstreu im richtigen Verhältnis zu den anfallenden Ausscheidungen praktiziert werden, entsteht hierbei eine isolierende Matratze auf dem Bodengrund, die zunehmend gen Stalldecke anwächst. Dieses System findet am ehesten noch Anwendung in der Jungtieraufzucht und Bullenmast. Eine zunehmend häufig genutzte Alternative dazu ist der Laufstall mit befestigtem oder teilbefestigtem Boden: komplett betoniert (planbefestigt), Spaltenboden oder eine Mischform ohne Einstreu. Der Laufstall ist bei Neubauten Standard, da er Vorteile bezüglich der Tiergesundheit und Arbeitswirtschaft aufweist.
Die Versorgung mit Wasser erfolgt über Tränken; die Futterversorgung über Tröge oder Futtertische.
Ausgewachsene Rinder erzeugen Sommer wie Winter eine große Wärmemenge. Das Rind bevorzugt Temperaturen von −5 °C bis +8 °C. Es wird zwischen Kalt- und Warmstall unterschieden:
In einem Kaltstall (Außenklimastall) besteht ein Temperaturunterschied von +5 K zum Außenklima. Er steht quer zur Hauptwindrichtung und hat an den Längsseiten ausreichend offene Flächen, so dass eine Querlüftung vorliegt. In modernen Ställen ist vielfach eine Stallseite offen. Je nach Temperatur wird die Zuluft bzw. Querlüftung durch verstellbare Curtains (engl. Vorhang) geregelt.
In einem Warmstall wird der Luftaustausch meistens durch Zwangsbelüftung oder die passive First-Trauf-Lüftung vollzogen. Passive Belüftungssysteme nutzen das geringere spezifische Gewicht der durch die Tiere erwärmten Luft, die nach oben steigt und durch den First entweichen kann. Unter dem Gesichtspunkt des Kuhkomforts wird zurzeit immer mehr zur Errichtung von Außenklimaställen tendiert.

### Schweine
Bei der Schweinehaltung gibt es verschiedene Bauformen, die auch auf den jeweiligen Haltungsabschnitt abgestimmt sind.

#### Schweinemast

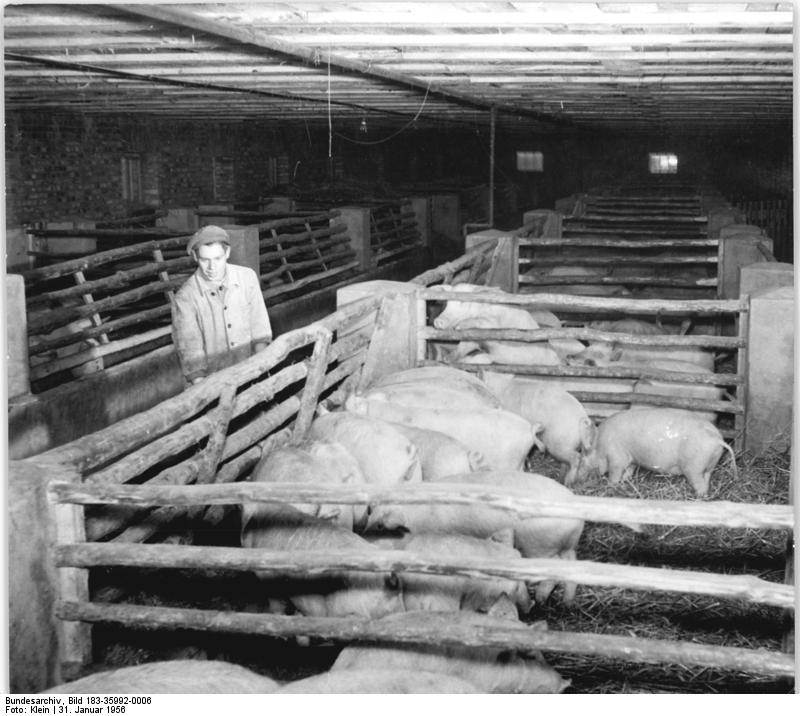
Schweinemast, DDR, 1956

Die Schweinemast erfolgt in Gruppen, weswegen der Schweinemaststall in Abteile unterteilt ist. Der Warmstall wird zwangsbelüftet und die Versorgung mit Wasser erfolgt über Nippeltränken. Die Futterversorgung ist wiederum sehr vielgestaltig, grob kann zwischen Flüssigfütterung, Automatenfütterung und Trockenfütterung (alle Verfahren stark automatisiert) und bei kleinen Beständen Handfütterung unterschieden werden.
Sind die Funktionsbereiche Liegen und Misten getrennt, heißt die eingestreute Variante Dänische Aufstallung; bei strohloser Aufstallung wird teilweise ein Spaltenboden verwendet. Sind die Funktionsbereiche kombiniert und eingestreut, handelt es sich um einen Tiefstreustall, bei der strohlosen Variante ist der gesamte Boden mit Spalten versehen.
Sowohl Stroh- als auch Spaltenböden haben Vor- und Nachteile. Strohaufstallung ist bei großen Beständen teurer und arbeitsintensiver, ist aber artgerechter. Der ökonomische Vorteil von Spaltenböden kommt vor allem bei großen Beständen zum Tragen. Da dabei aber auch große Mengen Gülle anfallen, muss dieser Dünger mittels Güllefass auf die Felder ausgebracht oder nachgenutzt werden.

#### Ferkelerzeugung
Bei der Ferkelerzeugung gibt es den Deck- und Wartestall, wo die Sauen besamt oder vom Eber gedeckt werden. Die Sau wird dabei einzeln im Kastenstand oder in Gruppen in Laufställen gehalten. Im Abferkelstall liegt die Sau in einer Abferkelbucht, wo die Sau entweder frei abferkeln kann oder der mit einem Abferkelkäfig ausgestattet ist sowie eine meist mit Rotlichtlampen geheizte Stelle haben, um ihren Wärmebedarf zu decken. An Nippeltränken können die Sauen trinken und das Futter wird mechanisch zur Verfügung gestellt oder von Hand ausgeteilt.

### Pferde

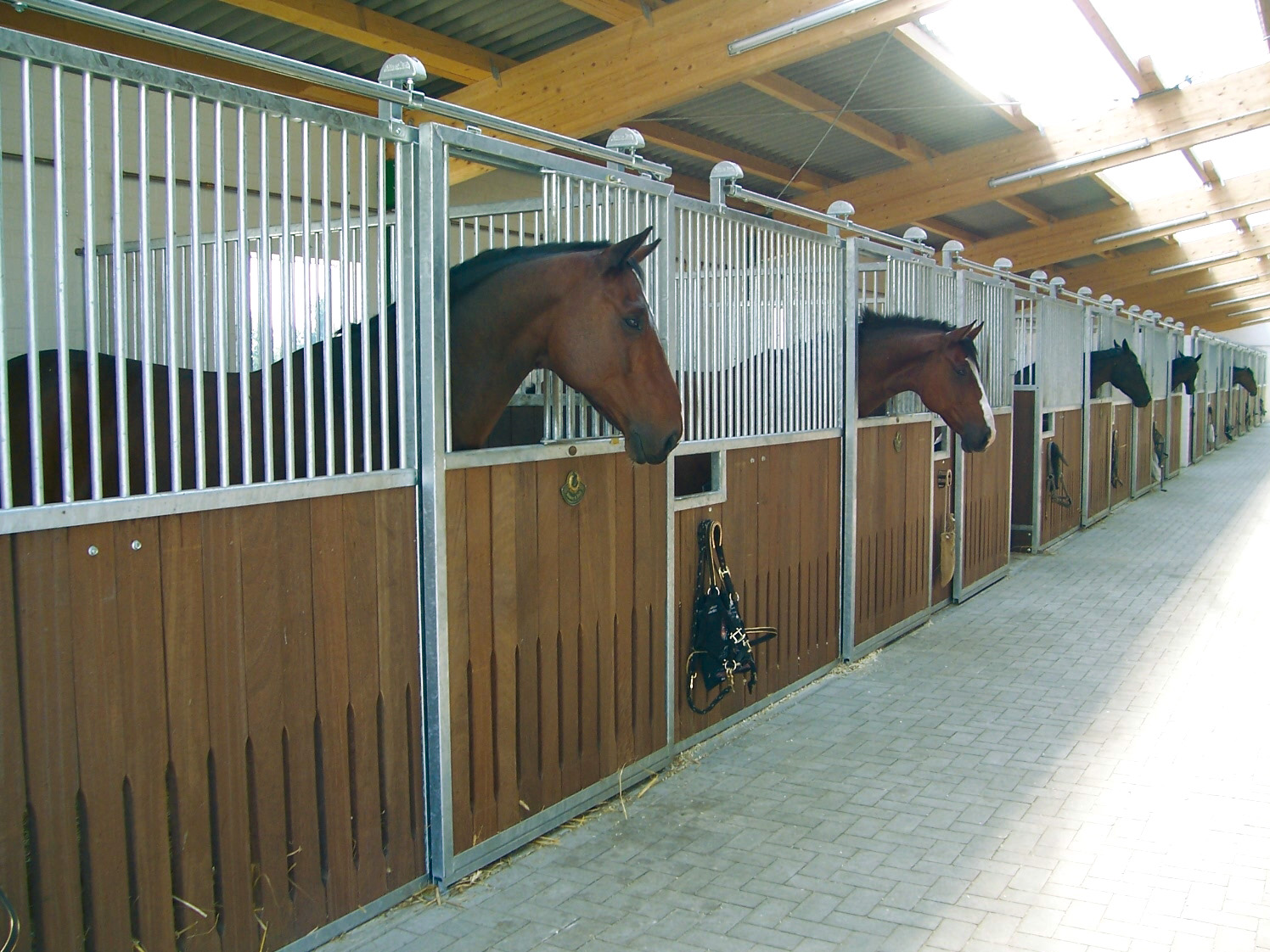
Boxen in einem Pferdestall

Bei der Pferdehaltung in Deutschland überwiegt die Pferdebox als Aufstallungsform. In einem Boxenstall stehen die Tiere in Einzelboxen. Bei Paddockboxen ist an jede Box ein kleiner Auslauf angeschlossen. Pferde die Einzelpersonen gehören stehen meistens in Pensionsställen.
Pferdegruppen können in Sammelboxen oder Laufställen gehalten werden. Hierbei wird auch zwischen Warm- und Kaltstall oder Ein- und Mehrraumstall unterschieden. In einem Kaltstall herrscht das Außenklima vor, was aus Sicht der Krankheitsprävention vorzuziehen ist. Laufställe sind oft mit einem Auslauf (Paddock) versehen. In einem Mehrraumstall sind die Funktionsbereiche Fressen, Liegen und Laufen getrennt. Anbindehaltung in Ständern ist bei Pferden in Deutschland nur noch in Ausnahmefällen oder vorübergehend erlaubt. Früher wurden in der Landwirtschaft die Arbeitspferde überwiegend so gehalten, da die Aufstallung im Ständer platz- und arbeitssparend war. Da die Tiere regelmäßig ausgiebig bewegt wurden, waren körperliche Schäden und Untugenden selten – im Gegensatz zum heutigen Reitpferd, das oft nur eine Stunde am Tag bewegt wird.

### Geflügel
Bei der Geflügelhaltung ist die Stallform ebenfalls stark von der Nutzungsrichtung abhängig.

#### Mastgeflügel

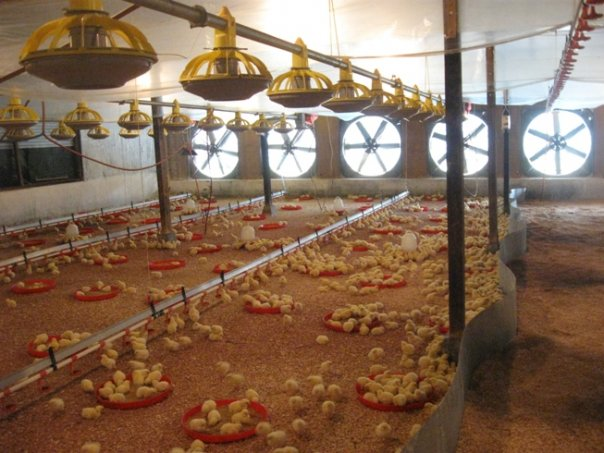
Hähnchenmast

Zum Mastgeflügel zählen Hähnchen (auch: Broiler), Puten und wirtschaftlich weniger bedeutend Gänse, Enten, Tauben, Strauße und Wachteln.
Die Ställe für Hähnchen und Puten unterscheiden sich nicht stark. Entweder werden die Tiere in geschlossenen Ställen mit Zwangslüftung oder in Ställen mit freier Lüftung (siehe Querlüftung) gehalten. Letztere werden Naturstall oder Louisianastall genannt. Der Boden ist hier nicht befestigt und wird mit einer ca. 35 cm dicken Schicht aus gehäckseltem Stroh oder Weichholzhobelspänen eingestreut. In der Längsrichtung sind die Versorgungseinrichtungen für Futter und Wasser angebracht, die nach Mastende hochgezogen werden, damit der Stall gereinigt werden kann. Der geschlossene Stall ist massiv gebaut, meist mit verdunkelten Fenstern und kann beheizt und gekühlt werden. Bei der Erwärmung wird entweder der ganze Raum geheizt oder nur punktuell die sogenannten Kükenringe. Es werden offene oder geschlossene Gasstrahler oder Heizkanonen eingesetzt. Gekühlt wird entweder mit sogenannten Cooling pads, wobei hier Wasser verdunstet oder mit der sogenannten Sprühkühlung, bei der feine Wassertröpfchen durch Hochdruckanlagen erzeugt werden und verdunsten. Die Beleuchtung muss in Deutschland mindestens 20 Lux betragen, die Notfallbeleuchtung 2 Lux. Bei Neubauten muss die Einfallfläche für Tageslicht mindestens 3 % der Stallgrundfläche betragen. Die Verwendung von blau-grünem Licht soll die Tiere beruhigen und Kannibalismus senken.
In der Putenmast können auch Sitzstangen, Strohballen oder erhöhte Ebenen als Strukturelemente im Stall aufgestellt werden. Aus der Sicht des Tierschutzes ist das wünschenswert (arttypisches Ruheverhalten, Beschäftigungsmaterial), aus arbeitswirtschaftlicher Sicht muss die Lösung gut durchdacht sein. Die Tiere dürfen auch nicht zu schwer sein, da sie sonst auf den Sitzstangen Ballengeschwüre und Defekte im Brustbereich bekommen können.

#### Legehennen
Bei der Legehennenhaltung wird unterschieden zwischen Käfighaltung, Volierenhaltung, Bodenhaltung und Freilandhaltung. In der Europäischen Union regelt eine Verordnung die Anforderungen an die Ställe (Richtlinie 99/74/EG des Rates vom 19. Juli 1999 zur Festlegung von Mindestanforderungen zum Schutz von Legehennen). In Deutschland wurde diese Verordnung nicht 1:1 übernommen, sondern mit der Legehennenverordnung die Anforderungen verschärft.

### Schafe und Ziegen
Die Einzeltierhaltung bei Schafen und Ziegen in Hofställen erfolgt nur noch selten, dabei werden diese mittels Ketten angebunden. Die Vorteile sind geringer Platzbedarf und gute individuelle Betreuung. Die Nachteile (Bewegungsmangel, fehlende Umweltreize) überwiegen aber, sodass diese Haltungsform aus Tierschutzsicht abzulehnen ist.
Gruppenhaltung erfolgt im Boxenstall bei viel Platz und Gruppengrößen bis zu fünf Tiere. Vorteilhaft ist die Entwicklung der Lämmer, nachteilig ist der erhöhte Arbeitsaufwand. Als problematisch bei der Laufstallhaltung wird angesehen, dass unter den Ziegen Auseinandersetzungen mit Verletzungsfolge auftreten können. Das Futter wird im Trog (für Kraftfutter und Saftfutter) und einer Raufe (für Heu) angeboten. Tränkebecken sichern die Wasserversorgung.
Größere Herden werden vorwiegend im Laufstall gehalten. Dabei können die Funktionsbereiche Fressen, Liegen und Laufen kombiniert sein, dann spricht man vom Einraumlaufstall. Beim Zweiraumlaufstall ist der Fressbereich erhöht und nicht eingestreut. Der Liegebereich kann ganz oder teilweise mit Rosten ausgestattet sein, dort wo keine Roste sind, kann auf den Holz- oder Betonboden Stroh eingestreut werden. Die Futterversorgung geschieht meistens am Fressgitter, welches aus verschiedenen Formen bestehen kann. Die Wasserversorgung ist wie im Boxenstall oder mit langen Trögen. Mit beweglichen Gattern kann der Stallraum unterteilt werden und so bestimmte Gruppen getrennt gehalten werden (z. B. laktierende und nicht-laktierende Tiere).

### Neben- und Vorratsgebäude
Allgemein wird das Futter nah beim Stall gelagert, im besten Fall in separaten Räumen, damit bei staubigem Material die Stallluft nicht belastet wird und Feuchtigkeit aus dem Stall nicht das Futter verderben kann. In älteren bäuerlichen Ställen wird das Futter und die Einstreu oft im Dachboden über den Tieren gelagert. Es lässt sich von oben leichter an die benötigten Stellen transportieren und herabwerfen, trägt andererseits auch zur Wärmedämmung bei.

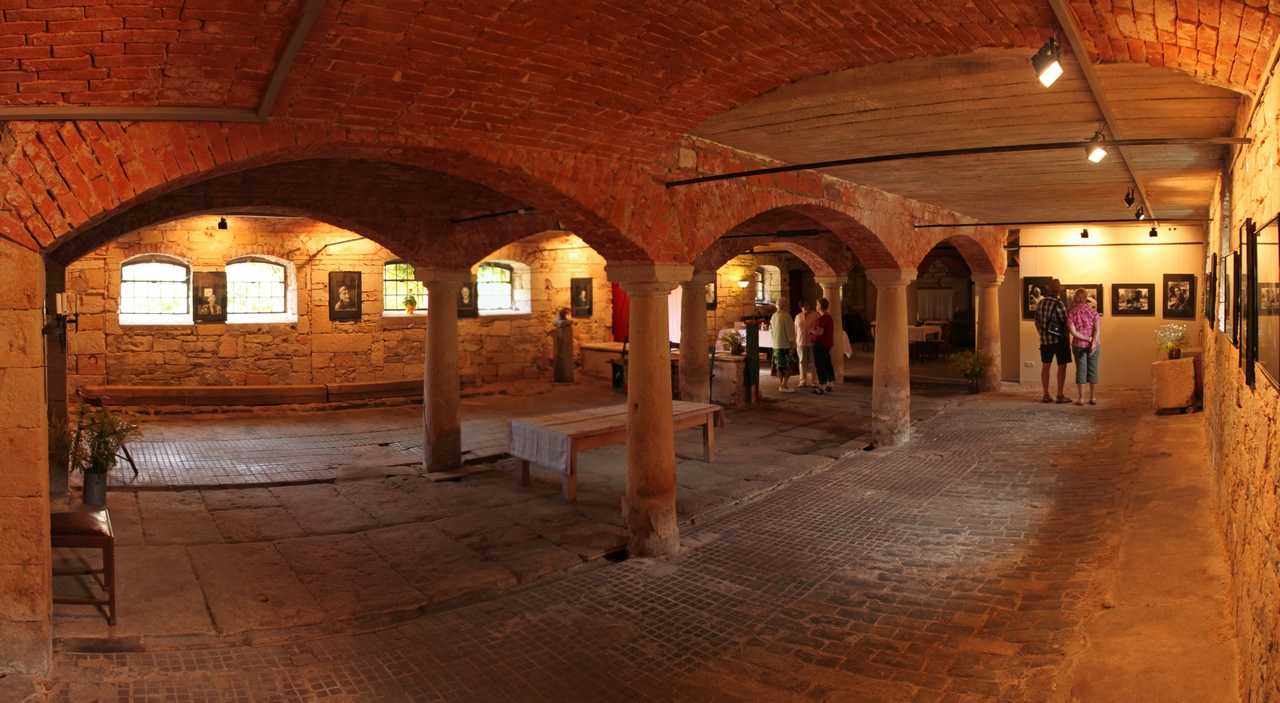
Blick in den ehemaligen Viehstall eines Bauerngutes in Goppeln bei Dresden. Der 1768 erbaute Stall wird seit 2005 als Stallgalerie für Kunstausstellungen genutzt.

Bei großen Tierbeständen ist ein Büroraum sinnvoll, wo alle notwendigen Arbeiten direkt erledigt werden können. Ein weiterer Raum ist für Arbeitsgeräte vorzusehen.
Bei der Schweinehaltung mit großen Beständen ist besonders die Trennung zwischen Stall und Außenbereich wichtig, um das Eintragen von Krankheitserregern zu verhindern. Man spricht auch vom Schwarz-Weiß-Prinzip. Dabei wird in einem speziellen Raum (Schleuse genannt) von der „normalen“ Kleidung zur Stallkleidung gewechselt. Jeder, der den Stall betreten möchte, muss dann dort hindurch.

## Nutzung älterer Stallgebäude

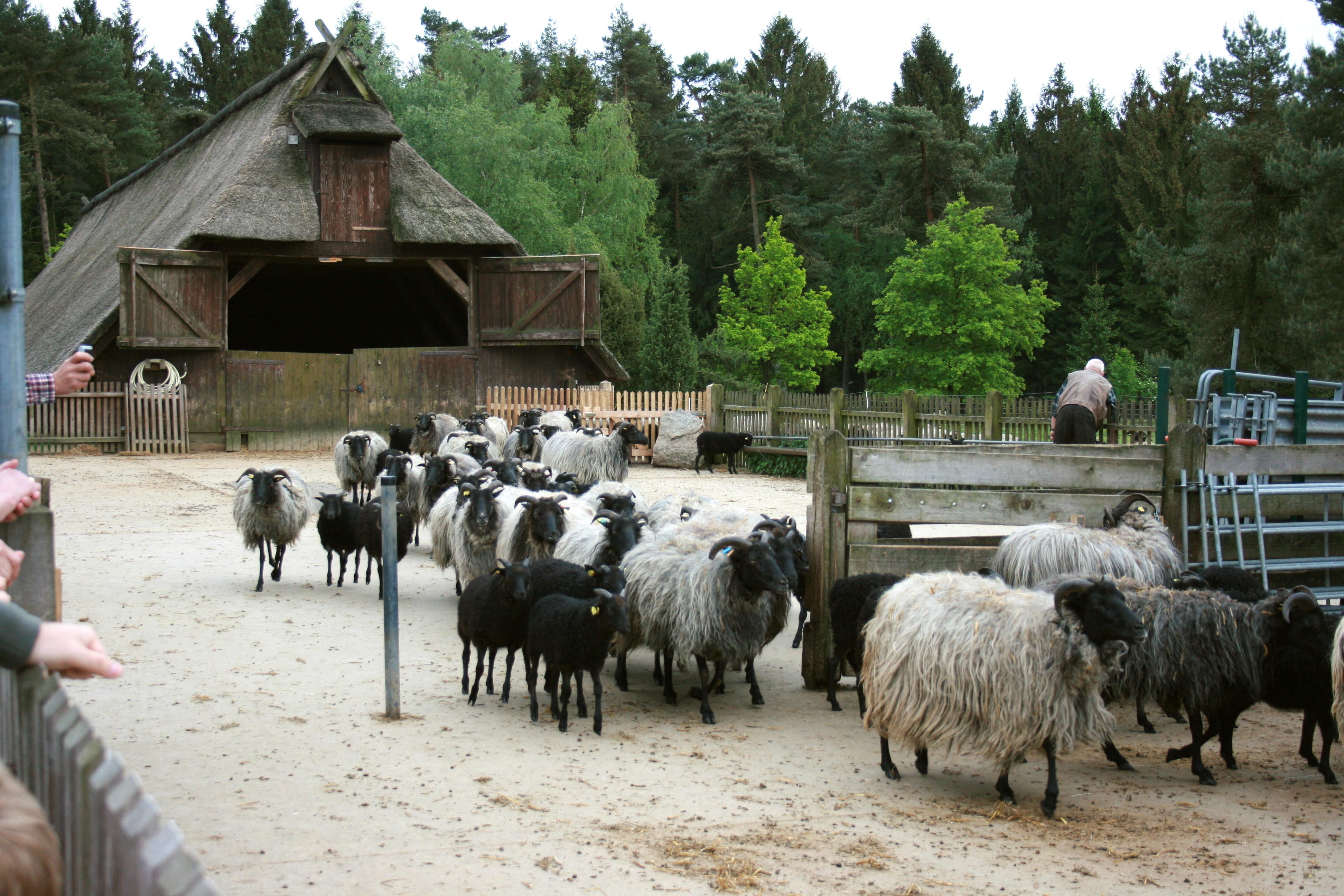
Schafstall in der Lüneburger Heide

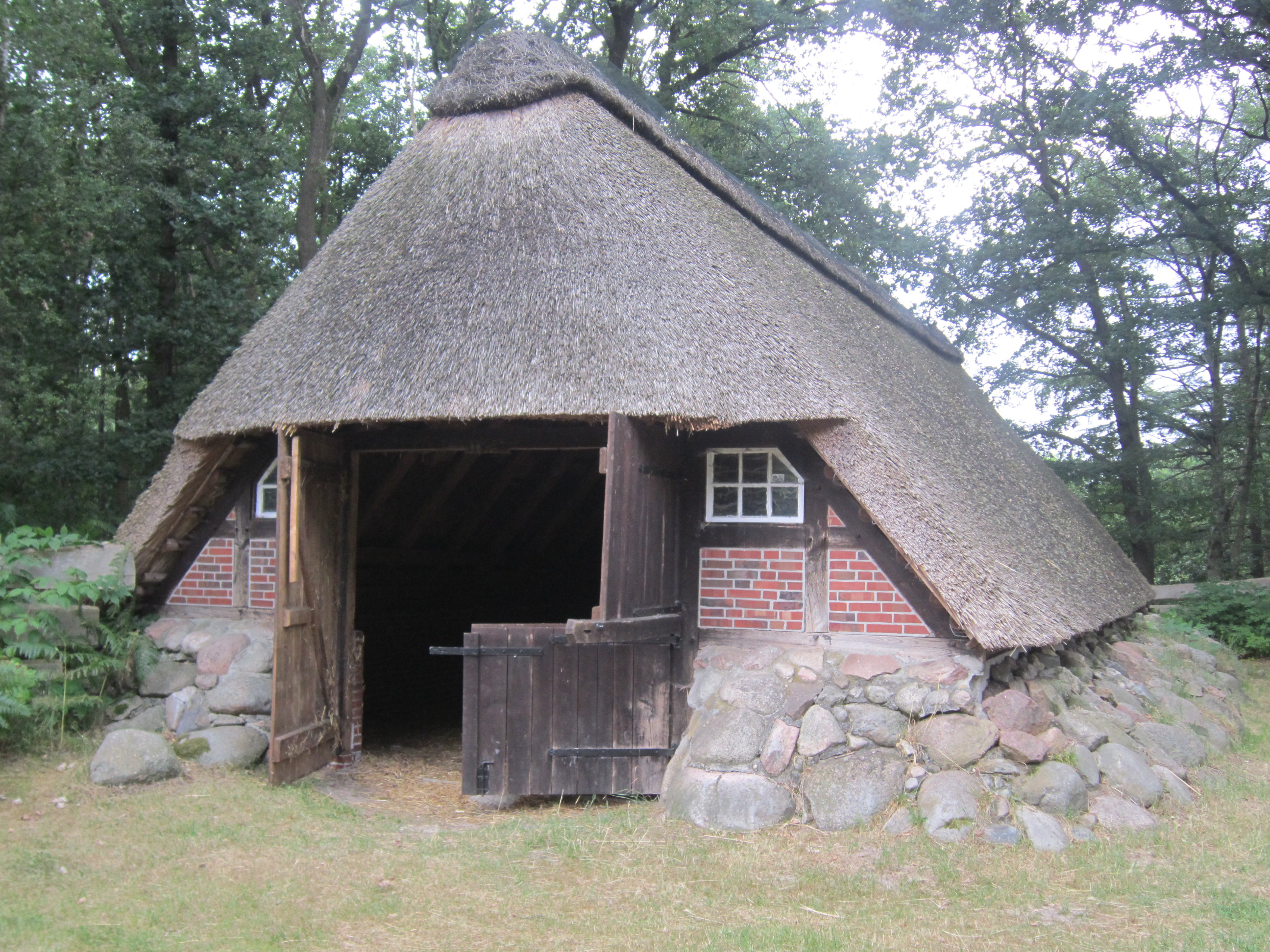
Schafstall in der Wildeshauser Geest. Regionaltypisches Merkmal: die Findlingsmauern

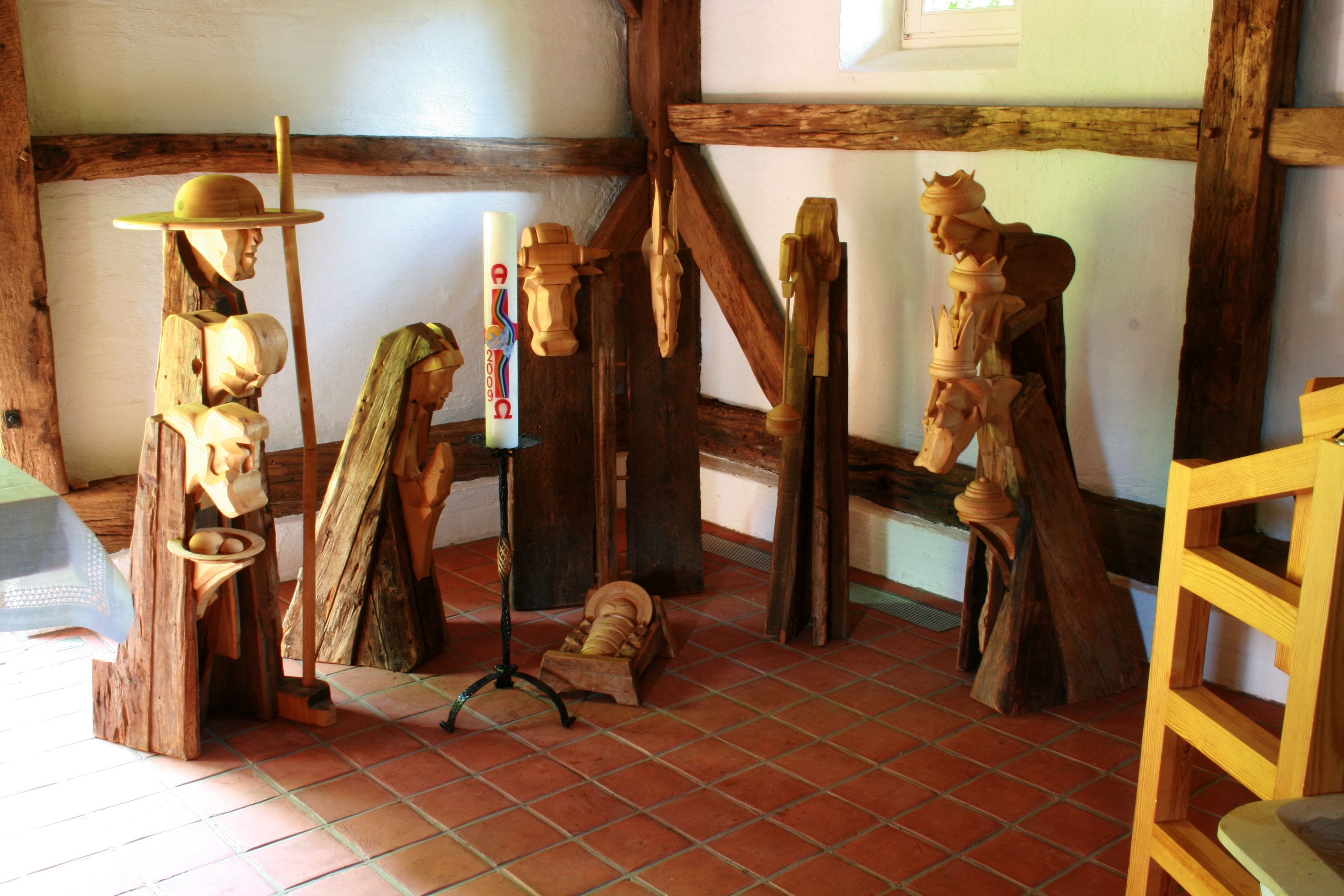
Schafstallkirche St. Martin (Munster)

Durch den wirtschaftlichen Strukturwandel, der seit über zweihundert Jahren in Europa zu einem stetigen Rückgang der in der Landwirtschaft Erwerbstätigen und der Zahl der Bauernhöfe führt, wird ein großer Teil vorhandener Stallgebäude nicht mehr für Zwecke der Viehzucht benötigt. Es stellt sich generell die Frage, was mit diesen Gebäuden geschehen soll, d. h. ob sie abgerissen werden dürfen und sollen oder ob sie stehenbleiben (und einer neuen Nutzung zugeführt werden) sollen.

### Denkmalschutz
Manche älteren Ställe sind auch Baudenkmale und (als solche) Sehenswürdigkeiten, die vor einem Abriss geschützt sind. Beispiele sind Schafställe in Niedersachsen, die oft am Rande größerer Heideflächen anzutreffen sind und in denen in der Regel Heidschnucken untergebracht werden oder wurden. Die mit dem Denkmalschutz verbundene Pflicht zum Erhalt der Ställe wird im „Rahmenkonzept zur Erweiterung der Lüneburger Heide“ damit gerechtfertigt, dass „[h]istorisch gewachsene Ortskerne, Heidekirchen und -bauernhäuser, Schafställe und Findlingsmauern […] von der Vergangenheit [zeugen] und […] das Bild vieler Gemeinden [prägen]“.
Viele heidenahe Außenställe für Schafe haben in Norddeutschland ein standardisiertes Aussehen: Auf relativ niedrig gehaltenen Seitenwänden ruht ein mit Reet oder Roggenstroh gedecktes Dach, welches auch den oberen Teil der Frontseite bedeckt. Das Eingangstor nimmt einen großen Teil der Frontseite ein. Die verbleibenden Flächen an der Vorder- und Rückseite des Schafstalls bestehen teils aus Fachwerk-, teils aus Holzwänden. Eine besonders hohe Dichte an Schafställen traditionellen Typs gibt es in der Lüneburger Heide sowie in der Wildeshauser Geest.
In ganz Deutschland sind alte Ställe unter Denkmalschutz gestellt, und zwar unabhängig davon, wie sie heute genutzt werden. Viele stehen in Bauernhofmuseen, nachdem sie abgerissen und originalgetreu wieder errichtet wurden (Translozierung).

#### Beispiele von Ställen unter Denkmalschutz
- Schafstall (Meeder)
- Wildenburg (Bürvenich) (Teil des Gesamtkomplexes)
- Forsthaus Willroda (Teil des Gesamtkomplexes)
- Marstall (Meiningen)
- Ostravorwerk
- Chapuis-Villa (Teil des Gesamtkomplexes)

### Zukunfts-Szenarien
Für die Zukunft von Ställen im Alpenraum wurden für die Ausstellung „Der nicht mehr gebrauchte Stall“ (Dornbirn, Samedan und Meran 2011–2012) vier Szenarien entwickelt:

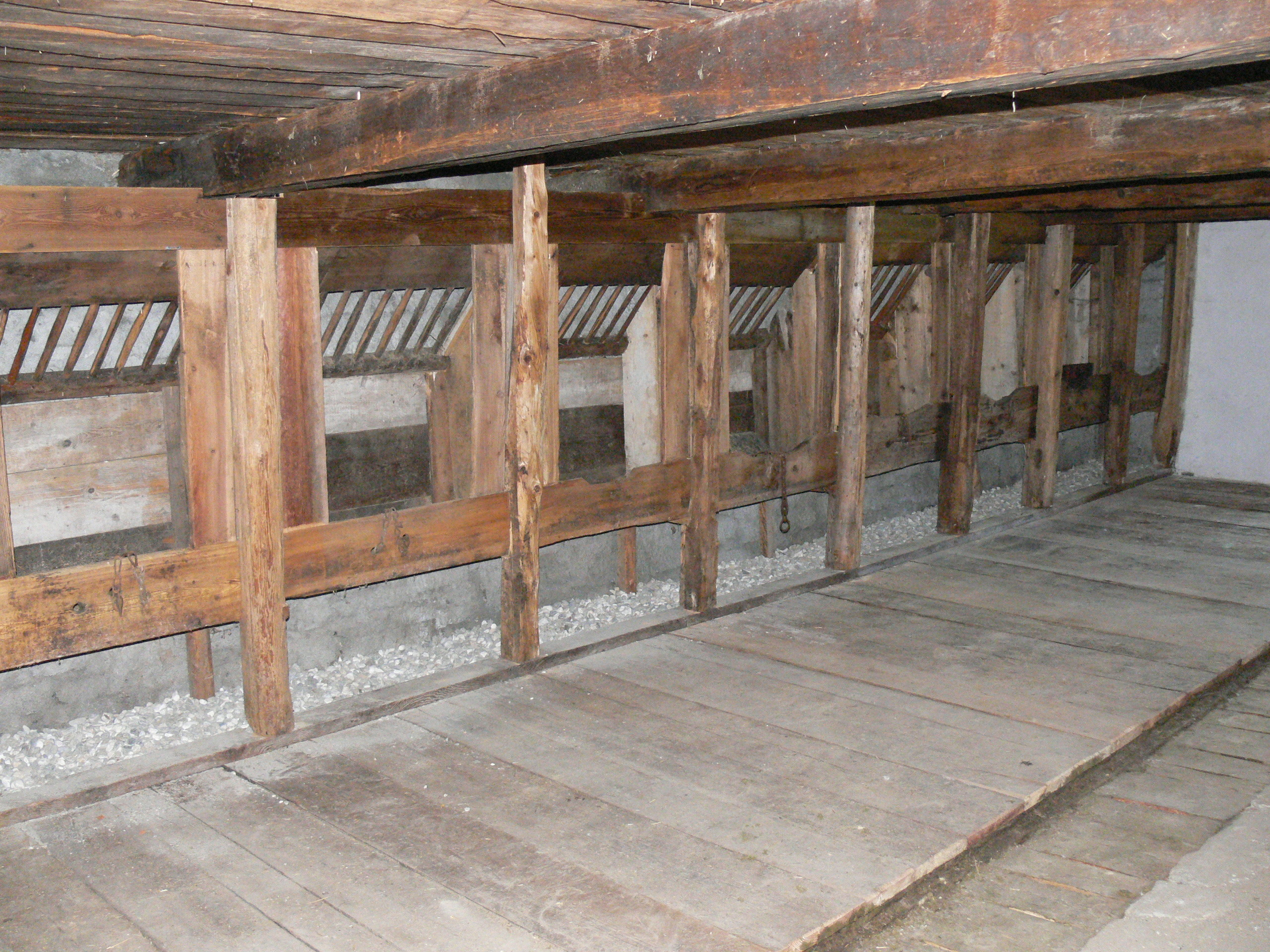
Beispiel für Szenarium 2: Stall im Südtiroler Landesmuseum für Volkskunde in Dietenheim (Südtirol)

1. Die Stalllandschaft als „Metro-Alpinraum“, der sich infolge des Um-sich-Greifens der Zentren als Zwilling des Metropolitanraums entwickelt. Der „Metro-Alpinraum“ zeichnet sich durch maximale Erschließung, „eintönigen Siedlungsbrei“ und hocheffiziente Infrastrukturen und Dienstleistungen für Freizeit und Tourismus aus. Der Stall überlebt als „grell geschminkte Prostituierte“ in Form von ausgewählten Exemplaren, die „als Hülle für Fun, Gastronomie und Lifestyle dienen“.
2. Eine Entwicklung der ländlichen Regionen zu „alpinen Parks“, die als Erholungs-, Freizeit- und Rückzugsräume ein Gegenstück der Metropolen darstellen. Die ehemaligen Agrarbauten werden zu Nostalgieträgern als einfache „Besenbeiz“ am Wegrand, als Hütten für Ferien oder als Museum.
3. Eine „alpine Existenz“, in der der Stall seine Funktion als ortsgebundene Produktionsstätte im Dienste einer Biolandwirtschaft aufrechterhalten kann. Er zeigt, dass sich seine Existenz mit Heimat, im Sinne von Wahrung der Tradition verbinden lässt.
4. Ein endgültiges Übergehen zurück zur Natur der nicht mehr gebrauchten Ställe. Es wäre dies das Szenario des „alpinen Sterberaums“, in dem der Stall das Memento mori eines traditionsreichen Bautyps darstellt.[11]

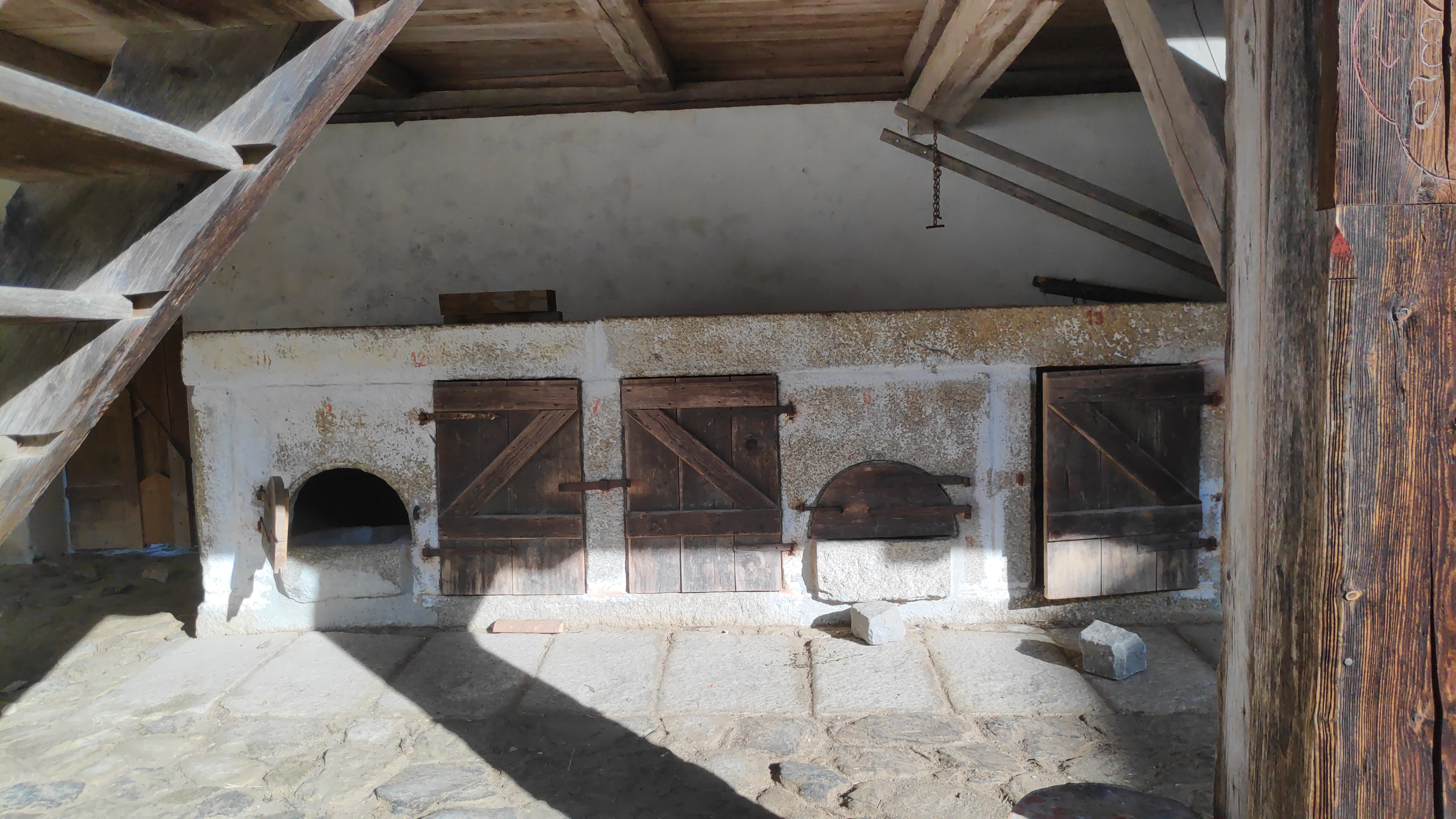
Alter Schweinestall

## Geschichte
Auf den Bau von Stallungen in Deutschland hatten die Anordnungen zur Brandverhütung des 18. Jahrhunderts im Kurfürstentum Trier und in weiteren Kurfürstentümern des Heiligen Römischen Reiches großen Einfluss. Eine Befreiung von Frondiensten bzw. Staatssteuern auf Zeit wurde Bauherren beim Neubau von Häusern aus Steinen – statt des damals üblichen Fachwerks – gewährt. Dort hieß es im § 3 der kurtrierischen Gesamtverordnung vom 27. November 1783, dass „die Personal-Freyheit auf drey Jahre hiermit gnädigst verstattet seyn“. Der § 1 bestimmte, dass für jeden Neubau eine Zeichnung einzureichen sei, aus der „entnommen werden kann, dass keine Feuersgefahr so leichter Dinge zu beförchten seye“. Insbesondere sei darauf zu achten, dass „in den Dörfern nicht ein Haus zu nahe an das andere gebauet“ wird. Zudem wird das Verbot des „offenen Umtragens des Lichtes in Stallungen, wie auch das dortige Tabakrauchen“ im § 9 ausgesprochen.